# Mirac
Mirac (cyr. Мирац) – wieś w Czarnogórze, w gminie Kotor. W 2011 roku liczyła 79 mieszkańców.